# Бондаренко Володимир Валерійович
Бондаре́нко Володимир Валерійович (нар. 28 листопада 1981, м. Київ) — український державний службовець, перший заступник Міністра Кабінету Міністрів України (у 2016 році),, Державний секретар Кабінету Міністрів України., Державний секретар Міністерства енергетики України.

## Освіта
2003 — закінчив Національний транспортний університет за спеціальністю «Автомобільні дороги та аеродроми», присвоєно кваліфікацію магістра з будівництва;
2003 — закінчив Інститут економіки і бізнесу на транспорті Національного транспортного університету за спеціальністю «Економіка підприємства», присвоєно кваліфікацію економіста;
2006 — закінчив Закрите акціонерне товариство «Міжнародний науково-технічний університет» за спеціальністю «Міжнародна економіка», присвоєно кваліфікацію магістра міжнародної економіки;
2009 — закінчив Національну академію державного управління при Президентові України за спеціальністю «Державне управління», присвоєно кваліфікацію магістра державного управління.

## Трудова діяльність
24 травня 2000 — 22 березня 2002 — технік, старший технік науково-виробничого підприємства «Інжнауктранс», місто Київ;
1 квітня 2002 — 10 листопада 2003 — менеджер дочірнього підприємства "Науково-виробничий центр «Композит», місто Київ;
23 лютого 2004 — 14 червня 2010 — головний спеціаліст, начальник відділу Департаменту розвитку та координації систем транспорту та зв'язку, начальник Відділу з питань підготовки транспортно-дорожньої галузі та сфери інформатизації до проведення ЄВРО-2012 Міністерства транспорту та зв'язку України;
15 червня 2010 — 3 червня 2013 — начальник відділу, заступник директора Департаменту- начальник відділу Департаменту інфраструктури Національного агентства з питань підготовки та проведення в Україні фінальної частини чемпіонату Європи 2012 року з футболу та реалізації інфраструктурних проектів;
4 червня 2013 — 28 жовтня 2013 — заступник директора Департаменту розвитку доріг — начальник відділу розвитку доріг та підготовки до ЄВРО-2012 Державного агентства автомобільних доріг України;
29 жовтня 2013 — 11 лютого 2015 — завідувач сектору Департаменту фахової експертизи, головний спеціаліст, відповідальний секретар урядового комітету Управління експертизи дотримання регламентних норм та організації засідань Кабінету Міністрів України Секретаріату Кабінету Міністрів України;
12 лютого 2015 — 3 липня 2015 — радник Голови Верховної Ради України;
3 липня 2015 — 31 серпня 2016 — заступник Керівника Апарату Верховної Ради України — керівник Головного організаційного управління, місто Київ;
31 серпня 2016 — 1-й заступник Міністра Кабінету Міністрів України;
Кандидат у народні депутати від партії «Українська Стратегія Гройсмана» на парламентських виборах 2019 року, № 19 у списку.

### Декларація
- Е-декларація [Архівовано 23 лютого 2019 у Wayback Machine.]